# Śmiłowicze
Śmiłowicze (biał. Смілавічы, Smiławiczy) – osiedle typu miejskiego na Białorusi, w obwodzie mińskim, w rejonie czerwieńskim nad Wołmą, dopływem Świsłoczy, położone 27 km na południowy wschód od Mińska; 4,6 tys. mieszkańców (2010).

## Historia
W latach sześćdziesiątych XVII wieku Marcjan Aleksander Ogiński wzniósł tu zamek obronny i cerkiew pw. Wniebowzięcia Pańskiego. W roku 1757 dobra śmiłowickie zostały sprzedane przez hetmana wielkiego litewskiego Michała Kazimierza Ogińskiego sędziemu Stanisławowi Moniuszce. Jego wnuk za młodu lubił ponoć wsłuchiwać się w melodię kuranta wygrywaną przez stojący w sieni zamkowej zegar.
Podczas okupacji hitlerowskiej, w sierpniu 1941 roku Niemcy utworzyli getto dla żydowskich mieszkańców. Przebywało w nim około 2000 osób. 21 października 1941 roku Niemcy zlikwidowali getto, a Żydów zamordowano. Sprawcami zbrodni byli niemieccy policjanci z 11 rezerwowego batalionu policji oraz litewskie siły pomocnicze. 

## Zabytki
- zamek, pałac - po Moniuszkach dobra przejęli Wańkowiczowie, którzy przebudowali zamek na pałac, w którym znalazły się meble po królu Stanisławie Auguście, archiwa Ogińskich, Moniuszków, Wańkowiczów i Broel-Platerów, starodruki i obrazy Walentego Wańkowicza. Dwupiętrowy zamek, kryty dachem czterospadowym, od frontu centralnie nad wejściem posiadał trzypiętrową wieżę zakończoną blankami. Między piętrowym pałacem a zamkiem znajdował się ogród zimowy[3].
- w Śmiłowiczach znajdował się także kościół św. Wincentego à Paulo i klasztor zgromadzenia misjonarzy, który zniszczony został przez bolszewików.

## Urodzeni
W miejscowości urodził się Jan Józef Baranowski, polski wynalazca w tym m.in. semafora, kasownika do biletów i gazomierza, oraz Chaim Soutine, malarz francuski.

## Galeria

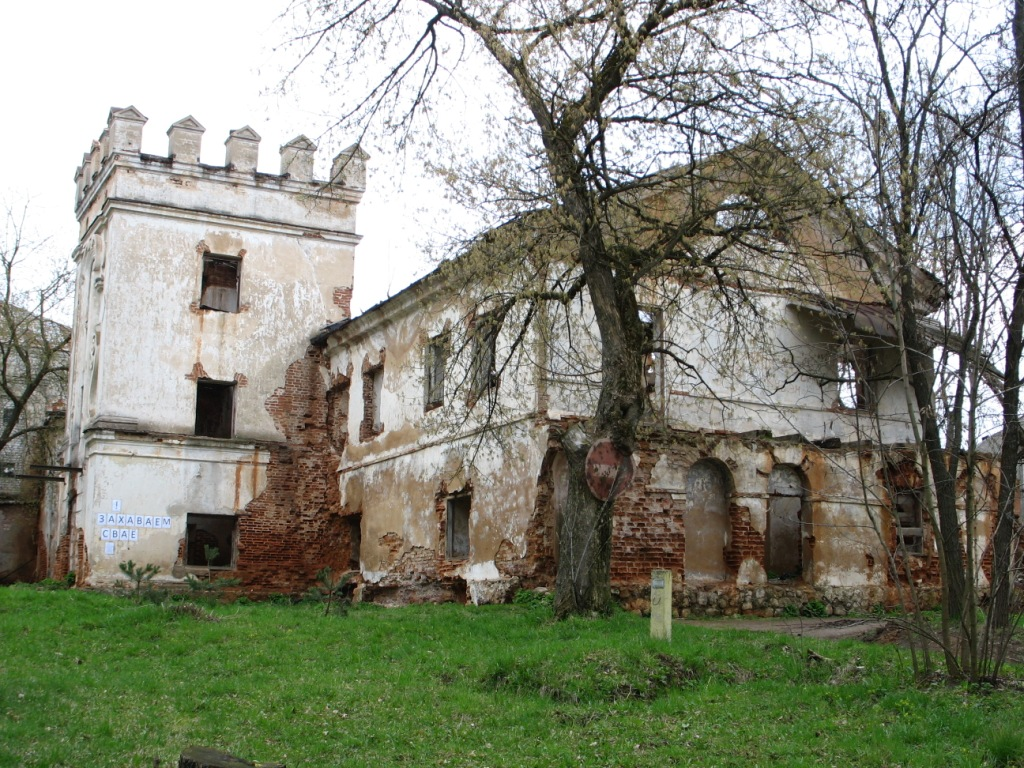
Ruiny zamku obecnie
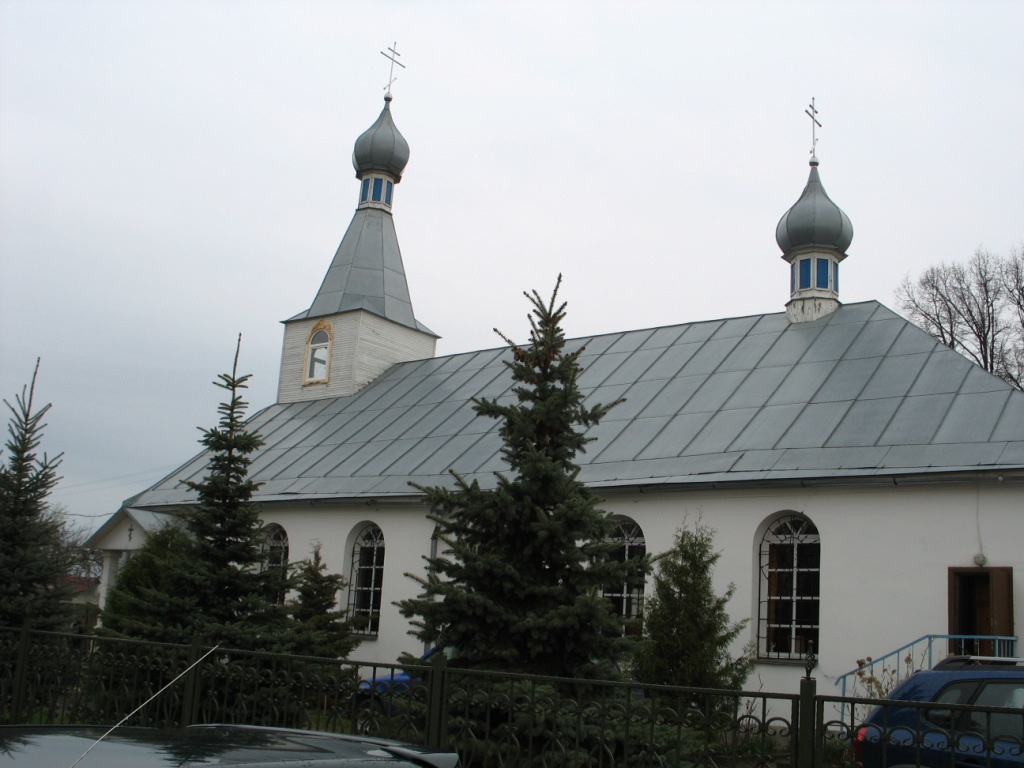
Cerkiew św. Grzegorza
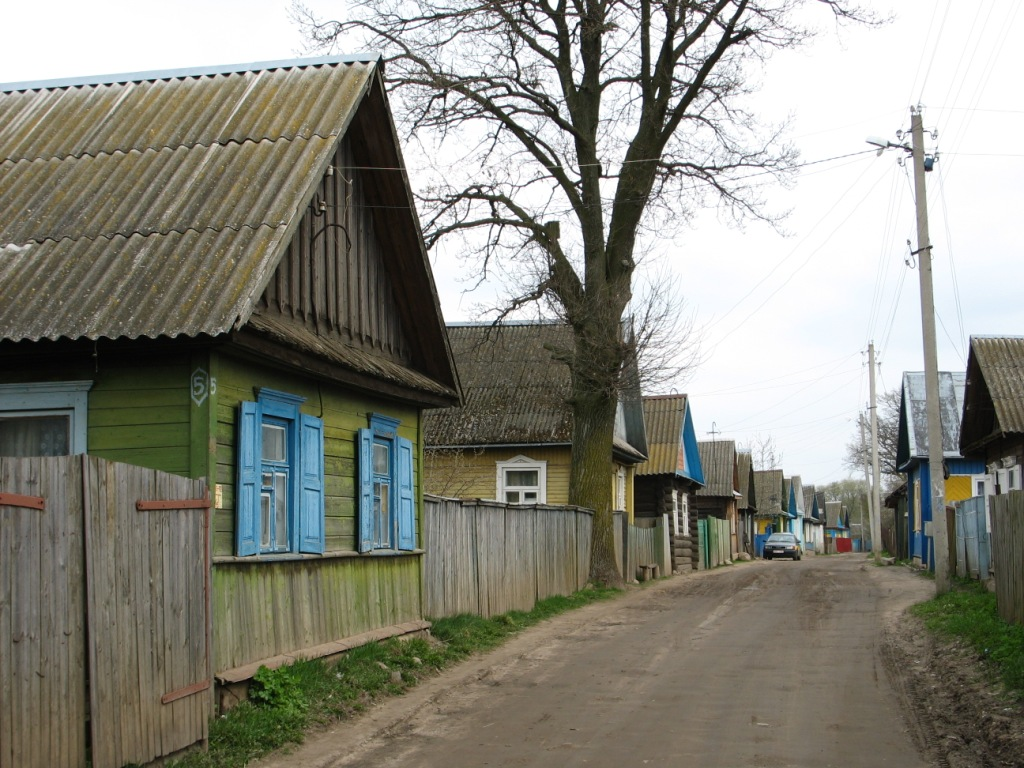
Dzielnica Tatarów w Śmiłowiczach
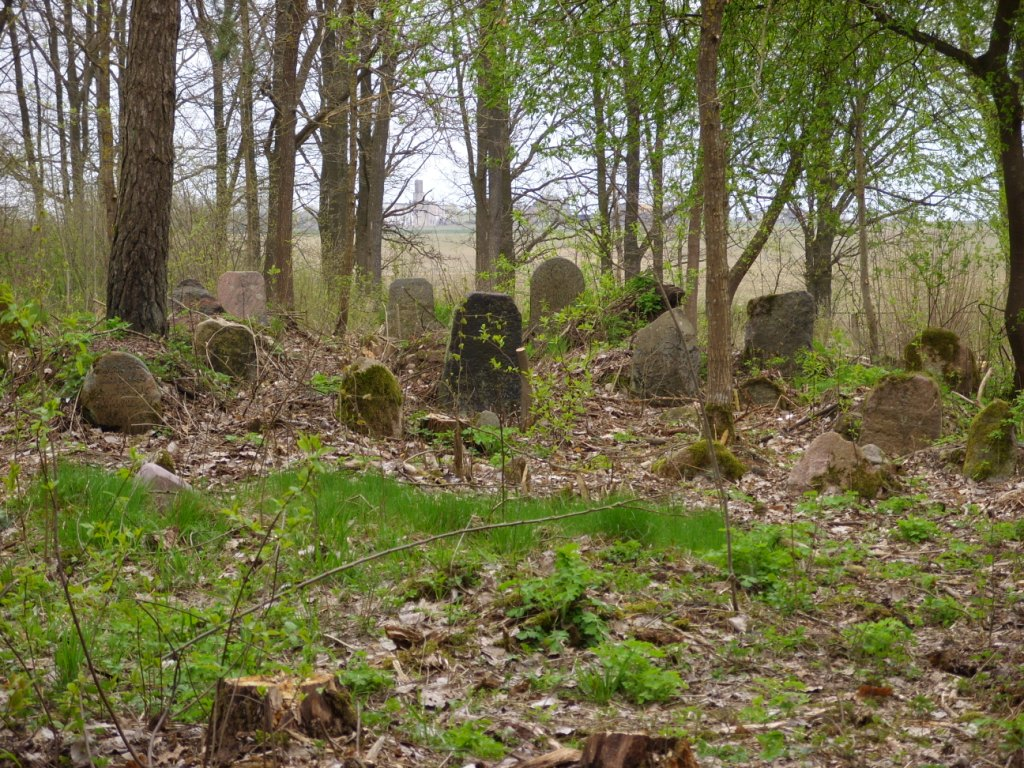
Tatarski mizar